# Казахстанские сказки
Казахстанские сказки — четвёртая книга казахстанского писателя Юрия Серебрянского, вышедшая в издательстве «Аруна» в 2017 году на русском (в оригинале) и в переводе на казахский язык.
Жанр книги — авторские сказки. Книга «предназначена для чтения детей с родителями, может стать предметом интересного разговора». В 2022 году вышло переиздание книги, выполненное издательством «Аруна» в рамках государственной программы поддержки современной литературы Казахстана.

## Критика
«Казахстанские Сказки» Юрия Серебрянского парадоксальным образом соединяют в себе универсальность и конкретность. В них колорит и аромат казахстанской земли — как лучшего места мира. Через подробности и детали, характерные для истории этого края, — сама Вселенная — Универсум — смотрит на нас — из предисловия Ольги Батуриной, искусствоведа, профессора Казахской Национальной академии искусств им. Т. Жургенова.
В 2017 году книга была признана лучшим изданием для детей и юношества книжной ярмарки «По великому шелковому пути» в Астане.
«Казахстанские сказки» получили многочисленные критические отзывы в Казахстане и за рубежом. Истории из книги вошли в программу нескольких учебных заведений в Казахстане и США, отдельные истории переведены на английский, польский, немецкий, китайский, французский, испанский, арабский языки.
В 2019 году в Германии вышло отдельное издание исследовательницы Нины Фриесс, посвященное"Казахстанским сказкам" — «Kasachstanische Märchen» — ein literarisches Identitätsangebot für alle Kasachstaner*innen

## Публикации и переводы
Истории из книги впервые были опубликованы в российском журнале «Дружба народов» (№ 8, 2016)
На английском языке, в переводе Сары МакЭлени, три истории вышли в американском литературном журнале Barzakh в 2019 году и в антологии Tulips in Bloom: An Anthology of Modern Central Asian Literature, издательства Palgrave Macmillan (2023).
История «Ехал на черепахе» включена в «Антологию современной казахской прозы», переведенную на языки ООН и представленный в нескольких странах, в том числе на лондонской книжной ярмарке London Book Fair в 2020 году.
Несколько историй включены в хрестоматию «Моя родина — Казахстан» для казахстанских школ в 2022 году.
Презентация «Казахстанских сказок» состоялась в Алматы, Берлине и Варшаве.
Автор иллюстраций к книге — известный казахстанский художник Вячеслав Люй-Ко. Некоторые иллюстрации включены в постоянную экспозицию Государственного музея искусств Казахстана имени А. Кастеева в Алматы.